# Rodrigo Guerra Botello
Rodrigo Guerra Botello (Ciudad de Monterrey, Nuevo León) Ingeniero Químico por el ITESM (1965), egresado del Programa Ejecutivo de la Universidad de Houston (1978) y del Programa Ejecutivo de Humanidades de la Universidad de Stanford (1986). Rector de la Universidad Regiomontana por más de 11 años, hasta el 15 de julio de 2012.

## Trayectoria
- Inició su carrera en IBM en 1965, donde ocupó varios puestos hasta alcanzar en 1979 el puesto de Director de Servicios Corporativos del IBM de México.
- En 1980 lo nombraron presidente y gerente general del IBM de México, puesto que ocupó hasta 1995.
- En 1995 ingresó a AT&T, donde fue primeramente director general para Latinoamérica; en 1996 llegó a ser presidente de AT&T México y en 1997 vicepresidente de Soporte a Operaciones Internacionales de AT&T.
- Dejó AT&T en 1998, para ser presidente ejecutivo de CETRO, puesto que ocupó hasta agosto del 2001 para trabajar en UR.
- Fue consejero de importantes empresas como el Banco Nacional de México; IBM Latinoamérica: Aga de México; y Sidek, Simec y Situr de Guadalajara.
- Fue presidente de la Cámara Americana de Comercio y de la Asociación Nacional de Importadores y Exportadores de la República Mexicana (ANIERM).
- Fue vicepresidente de la Confederación Patronal de la República Mexicana (Coparmex), director general del Consejo Coordinador Empresarial (CCE) y miembro del Consejo de la Fundación Mexicana de Desarrollo Rural.
- Fue miembro del Consejo de la Universidad de las Américas y hasta la fecha es miembro del Consejo Consultivo del ITESM, Campus Ciudad de México.
- Además fue profesor de la Escuela de Negocios de la Universidad Anáhuac y hasta la fecha es profesor de Postgrado en el Instituto Tecnológico de Estudios Superiores de Monterrey, en la Escuela de Negocios Presencial y Virtual.
- Rector de la Universidad Regiomontana hasta el 15 de julio de 2012, por más de 11 años  , ubicada en Monterrey, Nuevo León.
- Actualmente es Secretario General de la Federación de Instituciones Mexicanas Particulares de Educación Superior (FIMPES).